# Werner Fischl
Werner Fischl (* 29. September 1897 in Ludwigshafen am Rhein; † 18. März 1973 in Stuttgart) war ein deutscher Jugendpolitiker, Jurist, Rechtsanwalt, Syndikus und Generalstaatsanwalt in Sachsen-Anhalt von 1946 bis 1952.

## Lebensweg
Werner Karl Georg ging aus einer interkonfessionellen Ehe des katholischen Lehrers Hans Fischl und dessen evangelischer Ehefrau Hedwig, geborene Krause, hervor. Zurzeit der Geburt des Sohnes Werner war sein Vater Professor an der höheren Töchterschule in Ludwigshafen im damaligen Königreich Bayern. Die Familie zog von Ludwigshafen nach Schweinfurt, wo der studierte Philologe Hans Fischl 1901 (* 1864) eine Stelle für alten Sprachen (Griechisch und Latein) bekam. Ab dem Schuljahr 1910/11 setzte Werner Fischl in Kempten, wo sein Vater inzwischen am Humanistischen Gymnasium wirkte, die höhere Schullaufbahn bis zum Abitur fort.

### Jura-Studium
Nach Erlangung der Hochschulreife immatrikulierte sich Werner Fischl 1917 während des Ersten Weltkrieges an der Universität Würzburg, um Rechtswissenschaften zu studieren. In den Universitäts-Verzeichnissen wurde er als Jura-Student „Im Heere“ aufgeführt, zuletzt noch im Sommer-Halbjahr 1919 der Universität Würzburg. Nach seiner Entlassung aus dem Heer als Leutnant der Reserve besuchte er ab dem Winter-Halbjahr 1919/20 persönlich juristische Vorlesungen und Übungen an der Universität Würzburg. Der Jura-Student Fischl wohnte in der Crevennastraße 6 in Würzburg. Dekan der Staats- und rechtswissenschaftlichen Fakultät war in jener Zeit der Strafrechtslehrer Friedrich Oetker (1854–1937), der auch Strafprozessrecht sowie Recht der freiwilligen Gerichtsbarkeit lehrte. Zu seinen weiteren Hochschullehrern gehörten die Professoren Georg Schanz (1853–1931), für Nationalökonomie, Finanzwissenschaft und Statistik, Ernst Mayer (1860–1932), Bürgerliche Recht (Zivilrecht), Handels- und Wechselrecht, bayerisches Landesrecht, deutsche Rechtsgeschichte und Kirchenrecht, Christian Meurer (1856–1935) katholisches Kirchenrecht, Völkerrecht, Rechtsphilosophie sowie Rechtsenzyklopädie und Robert Piloty (1863–1926) für allgemeines, deutsches und bayerisches Staatsrecht sowie Verwaltungsrecht und Politik. Die Prüfungskommission für die juristischen Prüfungen wurde vom bayerischen Regierungsdirektor Max Hausladen (1856–1931) geleitet.
Nach dem Rechts-Referendariat in der Weimarer Republik arbeitete er hauptberuflich von 1926 bis 1933 als Rechtsanwalt.

### Jungdemokrat
Fischl wurde 1923 für einige Monate Nachfolger des zurückgetretenen Bundesvorsitzenden der Jungdemokraten, Heinrich Landahl. Er wurde mit den Stimmen der Freideutschen, einem Politischen Flügel der Jungsdemokraten, gewählt, nachdem er zuvor ehrenamtlich als Stellvertreter eines bayerischen Jugendverbandes wirkte. Fischl trat vorzeitig aus seiner Leitungsfunktion zurücktrat und wurde zunächst durch den Jugendpolitiker Ernst Lemmer kommissarisch ersetzt, der dann als Bundesvorsitzender auf dem außerordentlichen Bundestag in Jena am 17./18. November zum Ersten Vorsitzenden satzungsgemäß gewählt wurde.

### Syndikus
Zu Beginn der NS-Zeit kam Rechtsanwalt Fischl aus politischen Gründen drei Wochen in Haft. Nach anschließender Arbeitslosigkeit bestritt er seinen Lebensunterhalt ab 1936 aus einem Arbeitsverhältnisses bei einer Wirtschaftsprüfungsgesellschaft, wo er die Aufgabe hatte, das Unternehmen in juristischen Fragen zu beraten. Im Amtlichen Frankfurter Adressbuch für 1939 wurde Werner Fischl mit der Berufsangabe Syndikus aufgeführt.
In Frankfurt am Main wurde er später bis 1943 als Verlagsleiter bei der Depeschenbureau Europapress (Ausland-Pressedienst) GmbH. Das Fachblatt für das gesamte Zeitungswesen meldete 1940, dass dem „Werner Fischl … Einzel-Prokura erteilt (ist)“.
Das leitende Personal von Europapress wurde im SHAEF-Handbuch unter „verbotenes Personal“ im Blick auf eine Mitarbeit an der neuen Presse nach dem Zweiten Weltkrieg eingereiht. Es wurden jedoch einige Korrespondenten von Europapress als „politisch unbelastet“ eingestuft, wie zum Beispiel der Journalist und promovierte Jurist Robert Strobel (1898–1994), der 1957 in Die Zeit über die vereitelte Absicht berichtete, die Zeitungsnachrichtenagentur „Europapress“ mit finanzieller Unterstützung durch DDR-Stellen und Hilfe Werner Fischls neu zu gründen, um „Informationen, wirtschaftlicher, politischer, diplomatischer und militärischer Art zu beschaffen“.

### Generalstaatsanwalt in Sachsen-Anhalt
Im Jahre 1946 wurde Fischl Generalstaatsanwalt in Sachsen-Anhalt. Zuvor war er von September 1945 bis April 1946 Rechtsberater der Kommunistischen Partei (KPD) in der in neuer Form wiederbegründeteten Provinz Sachsen.
Im ersten Jahr seiner Amtszeit wurde Fischl durch die „Praxis des Schwangerschaftsabbruchs“ vor das Problem einer „massenhaften Verletzung“ des geltenden Strafrechts gestellt. Im August 1946 fragte er beim Präsidenten der Provinz Sachsen in Halle (Saale) erfolglos an, ob es die Möglichkeit eines sinnvollen Rückgriffs auf eine „Regelung aus der Zeit des Nationalsozialismus“ gäbe, um die Staatsanwaltschaft zu entlasten.
Fischl unterstützte in Diskussionen zur „Reorganisation und Entwicklung der Verwaltungsgerichtsbarkeit“ die Positionen sowie Vorentscheidungen von KPD/SED und brachte ebenso wie der maßgebliche Jurist Polak zum Ausdruck, dass ihre Haltung „nicht dem letzten Mitglied des Kontrollrats unbedingt gefallen“ müsste. Der Generalstaatsanwalt schätzte Ende November 1947 in Halle (Saale) die Qualität der Schulung für die Teilnehmer der ersten Schöffenversammlung ein und bemängelte, dass der SED-Landesvorstand im Gegensatz zur CDU und LDP nicht einen guten Redner gestellt hatte. Er wies in seiner kritischen Analyse darauf hin, dass die „CDU  hingegen … ihren besten Mann auf dem Gebiet der Justiz [schickte], der sehr geschickt die Frage der Schöffenschulung mit der Frage des Rechtsstaates verknüpfte und in Anspielungen gegen die SED und ihrer Justizmoral Stellung nahm.“
Er fungierte in besonderen Strafverfahren höchstpersönlich als Ankläger wie zum Beispiel „in der Strafsache Mader“, wo „die Hauptakteure vorwiegend aus der halleschen Polizei kamen – hinauf bis zum Innenminister“. Der Strafprozess begann am 29. Januar 1947 in der Provinzhauptstadt Halle an der Saale.
Der vor dem Schwurgericht Halle 1947 verhandelte Mord an Helga (eigentlich „Helene“) Mader († 26. Februar 1946), einer „operativen Mitarbeiterin der Kriminalpolizei“ und früheren persönlichen Sekretärin des in Untersuchungshaft verstorbenen [Schwarzmarkthändler] Hans-Otto Schwabe sowie Mitwisserin von dessen Lebensmittelschiebungen und der damit verbundenen Korruption, hatte nahezu ein Jahr lang die Öffentlichkeit des in Besatzungszonen aufgeteilten Deutschlands beschäftigt. Der als Mittäter angeklagte Hans Zimmermann hatte ausgesagt, Schwabe „sei auch der Lieferant des stellvertretenden Ministerpräsidenten Robert Siewert (SED), des SED-Landesvorsitzenden Bernard Koenen und des Leiters der Polizei, Ministerialdirektor Georg König sowie des Landwirtschaftsministers Dr. Dammerow (LDP) gewesen.“ Insbesondere in der Presse der damaligen Viermächtestadt Berlin hatte der schwere Kriminalfall, „ein unterschiedliches Echo gefunden“. Die Tatausführenden wurde zum Tode verurteilt
Die sowjetische Militäradministration hatte zunächst diese Hallenser „Mordaffäre behandelt“ und sie dann, als sich „ihr rein krimineller Charakter erwies, den deutschen Behörden“ übergeben. Tatsächlich lag die Akte zum „Fall Mader“ von Februar bis Juni 1946 der „sowjetischen Administration“ in der Provinz Sachsen vor.
Generalstaatsanwalt Fischl hatte auf Weisung des Ministerpräsidenten von Sachsen-Anhalt, Dr. Hübener, der zugleich  Justizminister war, die Ermittlungen aufgenommen und übertrug anfangs die Anklage den ihm unterstellten Oberstaatsanwalt Kurt Schmerse. Als die aufgedeckten Hintergründe des Mordes, namentlich Lebensmittelschiebungen und Schwarzlieferungen an prominente Vertreter der Regierung und der Partei SED bekannt wurden und „in die Sphäre politischer Auseinandersetzung gerückt worden“ waren, übernahm Fischl von Schmerse die Anklage. Hinzu kam, dass sich der bisheriger Vertreter der Anklage, Schmerse, keine „politischen Rücksichten aufschwatzen wollte.“ Der Vorsitzende des Gerichts, Landgerichtspräsident Senz, hatte in der Hauptverhandlung ein Schreiben des SED-Landesekretärs Koenen verlesen, in dem er es ablehnte, als Zeuge im Mader-Prozess aufzutreten, weil er >einem provokatorischem  Manöver gegen die sozialistische Demokratie  und ihre führenden Vertreter keinen Vorschub leisten< werde.
Am zweiten Verhandlungstag gab Fischl unerwartet bekannt, dass dem Minister Siewert, dem SED-Politiker Koenen und dem Polizeidirektor, Ministerialdirektor König, abgesagt wurde, zum Prozess zu kommen, um sie als Zeugen zu vernehmen.  Die SED-Zeitung Neues Deutschland erwähnte, dass die Angeklagten „plötzlich namhafte Vertreter der Verwaltung, der Regierung und der Partei zu ‚belasten‘ trachteten.“
Einer der drei Angeklagten, Regierungsrat der Kriminalpolizei Alfred Peter, hatte letztendlich im Prozess seine Aussage widerrufen, dass „Minister Siewert ihm die Anweisung zur Ermordung von Helene Mader gegeben habe“. In dem westdeutschen Pressebericht hieß es dazu weiter: „Der Generalstaatsanwalt hatte kurz vorher noch eine etwa halbstündige Unterredung mit Peter in dessen Zelle gehabt.“ Der zunächst am Prozess beteiligte Oberstaatsanwalt Schmerse ließ dem damaligen Hallenser Richter Dietrich Wilde wissen, dass „Fischl mit dem Verteidiger in Peters Haftzelle diese Widerrufserklärung selbst aufgesetzt und im dafür zugesagt, die Anklage wegen Anstiftung zum Mord fallenzulassen.“ Wegen der Bedeutung des Prozesses nahm am letzten Verhandlungstag als Zuhörer „Ministerpräsident Dr. Hübener“ teil. Das beflügelte offensichtlich den Angeklagten Zimmermann, „seine bisherigen Anschuldigen aufrecht“ zu erhalten.
Schließlich erhielt Regierungsrat Alfred Peter nur eine zeitliche Strafe „wegen Begünstigung im Amt zu vier Jahren Zuchthaus und Aberkennung der bürgerliche Ehrenrechte auf die Dauer von drei Jahren“. Er wurde in der ostdeutschen Berichterstattung als einfacher Polizist bezeichnet, während bei dem zum Tode verurteilten früheren Polizeiangehörigen (Kriminalinspektor) Hans Zimmermann nur sein erlernter Beruf „Drechsler“ und seine  Arbeitslosigkeit ab dem Ermittlungsverfahren erwähnt wurde. Zimmermann galt für das „Gericht wegen früherer Fragebogenfälschungen als unglaubwürdig“. Der weitere Angeklagte Heinrich Stuhrmann, ein Kriminalobersekretär, der anfangs noch auf der Anklagebank saß, war plötzlich in der Untersuchungshaft an „Herzlähmung bei Bauchfellentzündung“ gestorben. Es wurde vermutet, dass er mit der Ermordeten zunächst ein „Liebesverhältnis“ unterhalten hatte und von ihr  „nach einem Zerwürfnis“ im Zusammenhang mit den „Schiebereien bei dem Großschieber Schwabe“ ebenfalls belastet werden sollte. Das eigentliche Tatmotiv wurde jedoch „nicht ganz geklärt“.
Die Darstellung der „Mordsache Mader-Halle“ hatte die Mitglieder des Zentralsekretariats der SED in Berlin Erich Gniffke und Franz Dahlem veranlasst zu erklären, dass sie bei ihrem Besuch in Halle an der Saale „weder den Generalstaatsanwalt Fischl noch den Innenminister Siewert, noch den Polizeichef König“ gesprochen hätten. Ihre Aufgabe im Auftrag Zentralsekretariats der SED bestand lediglich darin „nachzuprüfen, ob Parteifunktionäre, wie in einem Teil der Berliner Presse behauptet worden ist, Anteil an unlauteren Machenschaften gehabt hätten.“ Weiter erklärten die beiden Parteifunktionäre, dass ihre „parteimäßige Untersuchung ... den schlüssigen Beweis (erbrachte)“, dass „die Verdachtsmomente, trotz der im Prozeß gemachten Aussagen der Angeklagten, haltlos sind.“ An die in München erschienene Die Neue Zeitung mit dem Untertitel Eine amerikanische Zeitung für die deutsche Bevölkerung richteten  Gniffke und Dahlem zur Methode der Darstellung im  Beitrag Zwei Hinrichtungen im Mader Prozess eine Gegendarstellung, welche später in der Zeitung Neues Deutschland abgedruckt wurde.
In einer Denkschrift von SMAD-Angehörigen an den damaligen stellvertretenden Außenminister Andrei J. Wyschinski (1883–1954) über die Ergebnisse der Arbeit der Kommission zur Untersuchung der Ereignisse in Halle im Zusammenhang mit der Ermordung von H. Mader wurde festgehalten, dass der sowjetischen Administration im Vorfeld des Mordprozesses vom „Generalstaatsanwalt der Provinz Fischl“ am 9. November 1946 auszugsweise „Aussagen zum Fall Mader übergeben“ wurden, in denen es Hinweise auf Verbindungen zum Geheimdienst Ministerium für Staatssicherheit (UdSSR) gab und die deutschen Beschuldigen alles auf den „russischen NKWD“ abzuwälzen versuchten.
Der ehemalige Richter Dietrich Wilde (1909–1984), 1947 Vorsitzender einer Kammer im strafrechtliche Wiederaufnahmeverfahren in Halle an der Saale, kam im „Mordfall Mader“ rückblickend zur Auffassung, dass „Fischl … unbekümmert die politischen Hintergründe verfolgte“. Er erinnerte sich, dass Fischl sich unter vier Augen „mit einem gewissen Freimut über die Sowjets und ihre Besatzungspolitik“ äußerte. Über die Entwicklung im Mordfall Mader waren sowohl Generalstaatsanwalt Fischl als auch der Schwurgerichtsvorsitzende erleichtert, zumal der Adressatenkreis „und die regelmäßigen Mengen der Lebensmittelschiebungen“, also „der Hintergrund des ganzen Mordfalles“, keine Rolle mehr spielte.
In einem anderen Strafrechtsprozess gegen die Akteure der Deutschen Continental-Gas-Gesellschaft (DCCGG) in Sachsen-Anhalt zeigte Fischl besonders deutlich, dass er ein „liberal-demokratisch geprägter Jurist der Weimarer Republik“ war. Sachsen-Anhalts Generalstaatsanwalt Fischl prüfte mit seinen Mitarbeitern juristisch exakt die von der Zentralen Kommission für Staatliche Kontrolle (ZKK) vorgefertigte Anklageschrift zur so genannten Affäre Conti. Der Stellvertreter Anton Ruh des ZKK-Vorsitzenden Fritz Lange kritisierte die unter Leitung von Fischl durchgeführten zusätzlichen Ermittlungen der zuständigen Generalstaatsanwaltschaft und charakterisierte sie als „verknöcherte, Haare spaltende, formal mit Spitzfindigkeiten operierende aber doch zum Sterben verurteilte Justiz.“
Daraufhin wurde dem Generalstaatsanwalt Sachsen-Anhalts im Dezember 1949 die Prozessführung als Vertreter der Anklage entzogen und dem Generalstaatsanwalt der DDR, Ernst Melsheimer zugeordnet. Alle 1950 in diesem Fall von der Vize-Präsidentin des Obersten Gerichts der DDR, Hilde Benjamin, Verurteilten wurden 1992 vom Landgericht Berlin freigesprochen.
Fischl verfasste am 17. Mai 1955 rückblickend über diesen Schauprozess vom April 1950 im damaligen Landestheater Dessau einen 16-seitigen Bericht, der sich im Archiv der sozialen Demokratie (AdsD) in Bonn befindet.
Er hatte nicht zuletzt an der Verfolgung der Zeugen Jehovas einen gewissen Anteil.  Mitgliedern dieser Glaubensgemeinschaft wurde unterstellt, dass sie Boykotthetze gegen politische Einrichtungen in der SBZ/DDR sowie Sabotage betreiben und dass sie „Agenten einer imperialistischen Macht“ seien, wobei die USA gemeint waren. Beispielsweise fand am 28. Oktober 1950 eine „Veranstaltung zur wissenschaftlichen Fortbildung der Richter, Staatsanwälte und Rechtsanwälte“ in der Universität Halle unter Beteiligung von Fischl als Referent statt. In einem Bericht vom 6. Januar 1951 an den DDR-Generalstaatsanwalt Melsheimer bezeichnete er die Religionsgemeinschaft der Zeugen Jehovas als „verbotene Sekte“ und bezifferte die Verfahren an den Landgerichten Halle (Saale) und Magdeburg, wo sich der Sitz des „Bibelhauses“ in der SBZ/DDR befand, mit 11 anhängigen Fällen.
Fischl wurde 1950 – nach Auflösung der sowjetischen Internierungslager in der DDR – und auch Julius Meyer, Vorsitzender der Jüdischen Gemeinden in der DDR, angefragt, sich für den 1933 mit Berufsverbot belegten Rechtsanwalt jüdischer Herkunft Richard Hesse (1896–1984) aus Halle (Saale) einzusetzen, der am 16. Januar 1946 in der NKWD-Zentrale in der Luisenstraße der Saalestadt einer Verhaftungsaktion zum Opfer fiel.
Als Landesstaatsanwalt von Sachsen-Anhalt fertigte Fischl im Juni 1952 einen Aktenvermerk zu einer politischen Strafsache, die vor der ersten Strafkammer des Landgerichts Halle verhandelt wurde. Die Anklage betraf Hallenser Studierende, zum Beispiel den Geologie-Student Friedhelm Thiedig, die das in Berlin (West) hergestellte Satire-Magazin Tarantel und Flugblätter der Kampfgruppe gegen Unmenschlichkeit (KgU) verteilten. Fischl hob in seinem Vermerk hervor, dass Zuhörer die fehlende erweiterte Öffentlichkeit bemängelten und rechtfertigte sich dafür mit einer zuvor ergangenen Orientierung der Ermittlungsbehörde und einer weiteren, nicht näher bezeichneten Stelle. Für die Anklagevertretung hatte er den Staatsanwalt Flucke eingesetzt.
Fischl lieferte dem Landtag, einschließlich dem Ältestenrat, von Sachsen-Anhalt die Begründungen in Fällen einer vorgesehenen Aufhebung der Immunität von namentlich bestimmten Landtagsabgeordneten auf Grund von Anschuldigungen, um gegen diese ein strafrechtliches Untersuchungsverfahren einzuleiten. Die Ergebnisse führten vielfach zur Anklage vor dem halleschen Landgericht zum Beispiel im Fall des Landesparlamentariers und Lehrers Karl Most, der zur „Gruppe der Belasteten“ wegen seines „rassekundlichen Unterrichts“ an der Klosterschule Roßleben in der NS-Zeit gezählt wurde.
In der am 10. Januar 1947 verabschiedeten Landesverfassung, die auf Entwürfen der SED und der CDU beruhte, wurde aufgenommen, dass der Generalstaatsanwalt von Sachsen-Anhalt wie auch der Präsident des Oberlandesgerichts „auf Vorschlag der Regierung vom Landtag bestätigt wird.“

### Leiter der Rechtsstelle in Halle (Saale)
Bei den DDR-Oberen Ost-Berlin fiel Fischl wegen seiner gelegentlichen Hinweise auf Rechtsunsicherheit negativ auf, blieb aber bis Juni 1952 Generalstaatsanwalt im Land Sachsen-Anhalt. Im Zusammenhang mit der Auflösung der Länder 1952 wurde er nicht Bezirksstaatsanwalt in einem der neu gebildeten Bezirke der DDR, sondern ab September desselben Jahres zum Leiter der unbedeutenden Rechtsstelle der Stadt Halle (Saale) degradiert. Der bisherige Stadtrechtsrat, der promovierte Jurist Hans Hartwig (1894–1960), wurde als Lehrkraft für Bürgerliches Recht und Handelsrecht von der Dekanin der Juristischen Fakultät der Universität Halle, Gertrud Schubart-Fikentscher, wegen der „zunehmenden Abwanderung von Lehrkräften“ in die Bundesrepublik ab 1. September 1950 hauptberuflich gewonnen.
Die Position des Bezirksstaatsanwalt Halle (Saale), wurde Fischls bisherigem Stellvertreter im Amt des Generalstaatsanwalts von Sachsen-Anhalt, Oberstaatsanwalt Rudolf Herrmann, übertragen. Das bisherige Landessekretariat der SED in Sachsen-Anhalt betrieb die Entlassung von Fischl aus der Staatsanwaltschaft mit solchen Vorwürfen wie „da seine bisherige Arbeitsweise eine genügende Verantwortlichkeit vermissen ließ.“

### Flucht in die Bundesrepublik
Im Januar 1955 flüchtete Fischl in die Bundesrepublik. Bereits als Generalstaatsanwalt hatte er sich „unter vier Augen“ gegenüber dem Hallenser Richter Dietrich Wilde „mit einem gewissen Freimut über die Sowjets und ihre Besatzungspolitik“ geäußert.
Der ehemalige Generalstaatsanwalt aus Halle musste sich einer „Anklage landesverräterischer Beziehungen“ vor dem  3. Strafsenat des Bundesgerichtshofs stellen, für die er selbst das Beweismaterial nach seiner gelungenen Flucht übergab. Fischl wurde noch in der DDR 1954 vom MfS angeworben. Über den „zu tätiger Reue entschlossener Materialüberbringer“ Fischl berichtete der Journalist Robert Strobel in der Wochenzeitung Die Zeit und er regte in diesem Zusammenhang 1957 den Gesetzgeber an, den damaligen Inhalt des einschlägigen Paragraphen im Strafgesetzbuches (StGB) „präziser zu formulieren“, um künftig zu vermeiden, dass bereits Beziehungen zu einer fremden Organisation oder deren Angestellten strafbar sind, „wenn sie nach ihrem Inhalt der Erlangung von Staatsgeheimnissen der Bundesrepublik mindestens förderlich sein können“. Die Zeitschrift SPIEGEL erinnerte 1967 im Zusammenhang mit einer entsprechenden Strafrechtsreform beispielhaft an die Verurteilung Fischls wegen »landesverräterischer Beziehungen« laut Paragraph 100 e StGB zu sechs Monaten Gefängnis durch „die Bundesrichter … obwohl sie dem Angeklagten glaubten, daß er niemals ernsthaft das trübe Geschäft habe betreiben wollen.“

## Fischl im Porträt
Auf einem Gruppenbild der Deutschen Demokratischen Jugend (DDJ) anlässlich des Reichsjugendtages des Reichsbunds der Deutschen Demokratischen Jugendvereine vom 3. bis 5. Juni 1922 in Kassel wurde Fischl in einer Ganzkörperaufnahme zusammen mit weiteren Jugendfunktionären abgebildet, u. a. mit Wilhelm Hollbach, Heinrich Landahl, Ernst Lemmer, Julie Meyer. Zu dieser Zeit stand er im 25. Lebensjahr.
Ein verifiziertes Foto (Halbporträt), das sich im Bundesarchiv (BArch) befindet, zeigt ebenfalls den jungen Fischl. Augenfällig sind seine hohe Stirn, die starken Augenbrauen sowie die schmale Oberlippe und bei der Kleidung das dunkle Jackett mit hellem Oberhemd, weichem Kragen und einen Selbstbinder. In erster Ehe war er mit einer Tochter aus einer jüdischen Familie Würzburgs ab 1925 verheiratet. Die Ehe mit Sophie (* 1901), geborene Freudenberger, hielt nur kurze Zeit. Fischls Schwiegervater war zeitweilig der Würzburger Buchhändler, Sozialdemokrat und SPD-Kommunalpolitiker Felix Freudenberger.
Fischl fiel durch seine „markante Gestalt“, insbesondere der hochwüchsigen Körperlänge, auf und besaß eine „Sprechweise von geschliffener Diktion“, so charakterisierte ihn beispielsweise der ehemalige Magdeburger und spätere Hallenser Strafrichter Dietrich Wilde in seinen Lebenserinnerungen. Fischl hinterließ im Alter von 50 Jahren den Eindruck „eines Gentlemans mit weltmännischen Allüren“ und setzte bei passender Gelegenheit ein verbindliches Lächeln auf.
In seiner Zeit als bayerischer Jungdemokrat galt er politisch eher als „farblos“, weil er sich bis dahin weder auf Seiten des jugendbewegten noch des politischen Flügels hervorgetan hatte.
Er pflegte ein freundschaftliches Verhältnis in Halle (Saale) zum Politiker Willi Brundert, mit dem er Bildungsveranstaltungen an der Universität Halle durchführte. In Generalstaatsanwalt Fischls Anwesenheit wurde Brundert von DDR-Oberen vorgeworfen, „Kopf der illegalen SPD-Fraktion“ von Sachsen-Anhalt gewesen zu sein.
Am vierten Verhandlungstag im Dessauer Schauprozess 1950 wurde Fischl aufgefordert zu bestätigen, dass ihn Brundert trotz dessen „Ableugnung“ am „Vortage seiner Verhaftung“ angerufen habe, um sich bei ihm, als Generalstaatsanwalt von Sachsen-Anhalt, „über eine etwaige Verhaftung“ zu informieren, was er tat.